# تايجيب تولبوييف
تايجيب تولبوييف (بالروسية: Тайги́б Ома́рович Толбо́ев؛ 8 أغسطس 1955 - 20 مايو 2021) كان طيار اختبار سوفيتي وروسي.
توفي تولبوييف في سوغراتيل في 20 مايو 2021، عن عمر يناهز 65 عامًا.